# Bludzie Małe
Bludzie Małe (deutsch Klein Bludszen) ist ein kleines Dorf in der polnischen Woiwodschaft Ermland-Masuren. Es gehört zur Landgemeinde Dubeninki (Dubeningken) im Powiat Gołdapski (Kreis Goldap).

## Geographische Lage
Bludzie Małe liegt im Südosten der Rominter Heide (polnisch: Puszcza Romincka). Bis zur polnisch-russischen Staatsgrenze sind es 5, bis zur Kreisstadt Gołdap (Goldap) 19 Kilometer.

## Geschichte
Der bis 1936 Klein Bludszen genannte Ort war vor 1945 durch sein Gut und eine Wassermühle bedeutend. Im Jahre 1874 wurde das Dorf in den damals neu errichteten Amtsbezirk Dubeningken eingegliedert. 1939 in Amtsbezirk Dubeningen umbenannt, bestand er bis 1945 und gehörte zum Kreis Goldap im Regierungsbezirk Gumbinnen der preußischen Provinz Ostpreußen.
Der Gutsbezirk Klein Bludszen zählte im Jahre 1910 54 Einwohner. Am 30. September 1928 gab das Dorf seine Eigenständigkeit auf und schloss sich mit der Landgemeinde Groß Bludszen (polnisch: Bludzie Wielkie) zur neuen Landgemeinde Groß Bludszen zusammen. Sie erhielt 1936 die Bezeichnung Bludschen und 1938 den Namen Forsthausen, während Klein Bludszen 1936 Klein Bludschen hieß und 1938 in Klein Forsthausen umbenannt wurde.
In Kriegsfolge kam der Ort 1945 mit dem gesamten südlichen Ostpreußen zu Polen und heißt jetzt Bludzie Małe. Er ist eine Ortschaft im Verbund der Gmina Dubeninki im Powiat Gołdapski. Gehörte diese von 1975 bis 1998 zur Woiwodschaft Suwałki, so ist sie seither der Woiwodschaft Ermland-Masuren zugehörig.

## Religionen
Die Einwohner Klein Bludszens waren vor 1945 fast ausnahmslos evangelischer Konfession. Das kleine Dorf war in das Kirchspiel der Kirche Dubeningken eingepfarrt und lag im Kirchenkreis Goldap innerhalb der Kirchenprovinz Ostpreußen der Evangelischen Kirche der Altpreußischen Union. Die wenigen katholischen Kirchenglieder gehörten zur Pfarrei in Goldap im Bistum Ermland. 
Seit 1945 sind die Zugehörigkeiten umgekehrt: Die mehrheitlich katholische Bevölkerung Bludzie Małes nutzt die früher evangelische Kirche in Dubeninki als ihre Pfarrkirche, die zum Dekanat Filipów im Bistum Ełk der Katholischen Kirche in Polen gehört. Die evangelischen Kirchenglieder sind jetzt zu der Gemeinde in Gołdap hin orientiert. Sie ist eine Filialgemeinde der Pfarrei in Suwałki innerhalb der Diözese Masuren der Evangelisch-lutherischen Kirche in Polen.

## Friedhof
In Bludzie Małe existiert noch ein über 100-jähriger evangelischer Friedhof. Er steht unter besonderem Schutz als Kulturdenkmal.

## Verkehr
Seine Lage im Südosten des Landschaftsparks Rominter Heide macht Bludzie Małe touristisch interessant. Weit abgelegen von Verkehrslärm ist das Dorf von der Woiwodschaftsstraße 651 aus von Dubeninki in nördlicher Richtung über Bludzie Wielkie auf einem Landweg nach Żabojady (Szabojeden, 1938–1945 Sprindberg) zu erreichen. Eine Bahnanbindung besteht seit 1945 nicht mehr. Damals wurde die auch „Kaiserbahn“ genannte Bahnstrecke Goldap–Szittkehmen/Wehrkirchen mit ihrem nächstgelegenen Bahnhof in Dubeninki kriegsbedingt außer Betrieb gesetzt.